# Alvilar
Alvilar fue un municipio español de la provincia de Gerona.

## Toponimia
El lugar puede aparecer referido como «Alvilar» y «Vilar».

## Historia
Tuvo ayuntamiento propio, pero se extinguió y pasó a formar parte del de Vilademúls. Hacia mediados del siglo XIX, el lugar tenía contabilizada una población de 86 habitantes. Aparece descrito en el decimosexto y último volumen del Diccionario geográfico-estadístico-histórico de España y sus posesiones de Ultramar de Pascual Madoz con las siguientes palabras:

VILAR ó ALVILAR: ald. en la prov., part. jud. y dióc. de Gerona, aud. terr., c. g. de Barcelona, ayunt. de Vilademuls: sit. en terreno llano, con buena ventilacion y clima templado y saludable. Tiene una igl. parr. (San Andrés) aneja de la de Terradellas, con cuyo l. confina el térm. por N.; E. Orriols; S. Vilafraser, y O. San Estéban de Guialves. El terreno es de buena calidad, le fertiliza el riach. Cinyana; la parte montuosa está poblada de robles, encinas y viñedo; le cruzan varios caminos locales de herradura, y uno de calzada que dirige á Francia. prod.: trigo, aceite y vino; cria ganado lanar, y caza de perdices y liebres. pobl.: 5 vec., 22 alm. cap. prod.: 592,400 rs. imp.: 14,810.
(Madoz, 1850, p. 80)